# Мартиненко Іван Назарович
Мартине́нко Іва́н Наза́рович (20 січня 1915, Березняки — 27 жовтня 1944) — радянський військовий льотчик, Герой Радянського Союзу (1945 — посмертно), в роки німецько-радянської війни заступник командира 187-го окремого корегувально-розвідувального авіаційного полку 15-ї повітряної армії 2-го Прибалтійського фронту, майор (з 06.11.1943).

## Біографія
Народився 7 (20 січня) 1915 року в селі Березняках (нині Смілянського району Черкаської області) в сім'ї селянина. Українець. У 1929 році закінчив 7 класів школи.
Трудову діяльність розпочав у червні 1928 року, працював у сільському господарстві. З квітня 1930 по квітень 1931 року навчався у школі ФЗУ на станції Бобринська, потім до травня 1932 року працював чорноробом на станції.
З травня 1932 по листопад 1934 року — курсант авіаційної школи «Динамо» НКВС СРСР.
З листопада 1934 року — моторист, а з серпня 1935 року — авіамеханік 1-ї Московської авіаційної ескадрильї НКВС СРСР.
У лютому 1938 року вступив на льотне відділення Харківського військового училища НКВС СРСР, яке закінчив у жовтні 1939 року й був зарахований слухачем Енгельсської військової авіаційної школи НКО СРСР. У 1938 році перебував у спеціальному відрядженні в Китаї, за що був нагороджений медаллю «За бойові заслуги».
З листопада 1940 року — льотчик 227-го ближньо-бомбардувального авіаційного полку, з травня 1941 року — командир авіаційної ланки того ж полку в Київському ОВО.
Учасник німецько-радянської війни з червня 1941 року. Війну зустрів на посаді командира авіаланки, воював на Південно-Західному фронті.
У серпні 1941 року призначений заступником командира авіаційної ескадрильї 52-го ближньо-бомбардувального авіаційного полку. Брав участь у боях на Південно-Західному, Південному й Сталінградському фронтах.
З січня по квітень 1943 року — командир ескадрильї 15-го окремого розвідувального запасного авіаційного полку.
З квітня 1943 по травень 1944 року — командир 64-ї окремої корегувальної авіаційної ескадрильї.
У травні 1944 року призначений заступником командира 187-го окремого корегувально-розвідувального авіаційного полку з льотної частини (15-а повітряна армія 2-го Прибалтійського фронту).
Майор І. Н. Мартиненко здійснив 194 бойових вильоти на корегування артилерійського вогню, бомбардування, штурмовку, повітряну розвідку і фотографування оборонних та інженерних споруд противника. У 14 повітряних боях збив 4 літаки противника.
Загинув 27 жовтня 1944 року. Похований у місті Єлгаві (Латвія).

## Нагороди
Указом Президії Верховної Ради СРСР від 24 березня 1945 року за зразкове виконання завдань командування і проявлені при цьому мужність і героїзм, майору Мартиненку Івану Назаровичу присвоєне звання Героя Радянського Союзу (посмертно).
Нагороджений орденом Леніна (24.03.1945), чотирма орденами Червоного Прапора (06.11.1941, 29.04.1942, 31.07.1942, 05.08.1944), медалями «За бойові заслуги» (1938) й «За оборону Сталінграда» (1942).

## Пам'ять
У селі Березняки ім'ям Івана Мартиненка названа вулиця і встановлена меморіальна дошка.